# Cătina (Buzău)
Pour les articles homonymes, voir Cătina.
Cătina est une commune du județ de Buzău en Roumanie.